# Agost (Els Pets)
Agost és el vuitè disc d'estudi d'Els Pets. Fou enregistrat el setembre del 2003 als estudis Music Lan (Avinyonet de Puigventós, l'Empordà, Catalunya), produït pel nord-americà Brad Jones; mesclat l'octubre del 2003 als estudis Alex The Great (Nashville, Tennessee, EUA); i masteritzat als estudis Nautilus (Milà, Itàlia) per Antonio Baglio.

## Llista de cançons
Cançons compostes per Lluís Gavaldà ('La colla', 'El meu veí de sota' i 'Retirada' coescrites amb Joan Reig).
1. "Soroll" – 2:57
2. "Agost" – 4:29
3. "Pau" – 3:40
4. "Per què no véns?" – 5:16
5. "La colla" – 4:04
6. "Feliç" – 2:34
7. "El meu veí de sota" – 3:04
8. "Bocins de tu" – 4:08
9. "Descafeinat" – 3:46
10. "Fàcil" – 2:44
11. "Retirada" – 2:42
12. "Calafell" – 4:14